# Night at the Museum
Night at the Museum és una pel·lícula estatunidenca d'aventura estrenada el 2006. Està basada en un llibre infantil del mateix nom escrit per Milan Trenc. Tracta sobre un pare divorciat que pretén assentar el cap, impressionar el seu fill i trobar el seu destí. Demana treball com a vigilant nocturn del Museu Americà d'Història Natural de Nova York, on descobreix que tot allò exposat cobra vida de nit, a causa d'un artefacte màgic egipci.
Estrenada el 22 de desembre del 2006 per 20th Century Fox, el guió és de Robert Ben Garant i Thomas Lennon i dirigit per Shawn Levy. El repartiment inclou actors com Ben Stiller, Robin Williams, Dick Van Dyke, Mickey Rooney, Bill Cobbs, Paul Rudd, Ricky Gervais, Carla Gugino, Steve Coogan i Owen Wilson.
El 22 de maig del 2009 es va estrenar la segona part d'aquesta pel·lícula (Night at the Museum: Battle of the Smithsonian) i l'11 de desembre del 2014 la tercera (Night at the Museum: Secret of the Tomb).

## Argument
Larry Daley, nou guardià del museu d'història natural de Nova York, descobreix que tots els esquelets, animals dissecats i estàtues de cera s'animen durant la nit: Attila, Sacagawea, Theodore Roosevelt, Cristòfor Colom, Lewis i Clark, els cowboys, els soldats romans (entre els quals Gaius Octavius), els soldats de la guerra de Secessió, els maies, homes de neanderthal, un tiranosaure, imites capucins i una estàtua de l'illa de Pàsqua. Hi ha també el faraó Ahkmenrah, que anima els personatges de la nit.
Alguns d'aquests éssers tenen un passat de violència, i no estan disposats a renunciar-hi. Daley tindràh el repte de trobar un modus operandi que permeti a tots funcionar harmoniosament. Podrà comptar amb l'ajuda de Theodore Roosevelt, però ensopegarà amb els antics guardians de nit que, al fil dels anys, han retrobat una certa joventut treballant al museu.

## Repartiment
- Ben Stiller: Larry Daley
- Robin Williams: Theodore Roosevelt
- Dick Van Dyke: Cecil Fredericks
- Jake Cherry: Nicky Daley
- Carla Gugino: Rebecca Hutman
- Mickey Rooney: Gus
- Bill Cobbs: Reginald
- Owen Wilson: Jedediah Smith
- Steve Coogan: General Gaius Octavius
- Patrick Gallagher: Àtila
- Rami Malek: Ahkmenrah
- Mizuo Peck: Sacajawea
- Ricky Gervais: Dr. McPhee
- Crystal the Monkey: Dexter
- Kim Raver: Erica Daley
- Pierfrancesco Favino: Cristòfor Colom
- Brad Garrett: Moai (veu)
- Charlie Murphy: Conductor de taxi
- Paul Rudd: Don
- Anne Meara: Debbie
- Ian Campbell: Pintor

## Crítica
- "No té gràcia: encara que la seva història oferia atractives possibilitats (...) una pel·lícula artrítica i confusa que no sap aprofitar la presència, sempre interessant, del seu protagonista."[2]
- "La seva frase de promoció diu: 'Tot torna a la vida', però aquesta enèrgica comèdia familiar fantàstica manca d'encant, i jeu allà morta a la pantalla, ocasionalment sacsejada per algun diàleg enginyós. (...) Puntuació: ★★ (sobre 5)."[3]
- "Encara que la premissa és intel·ligent, la pel·lícula no aconsegueix el millor efecte còmic del concepte (...) Puntuació: ★★ (sobre 4)."[4]